# 脇野沢ユースホステル
脇野沢ユースホステル（わきのさわユースホステル）は日本ユースホステル協会に加盟している青森県むつ市脇野沢のユースホステル。

## 概要・沿革
北限のサルやニホンカモシカの生息域に近く、研究や観察する人の拠点として利用されている。オーナーの磯山隆幸はユースホステル経営のかたわら写真家や鳥獣保護区管理員としても活動しており、施設内には簡易なギャラリーも設けられている。年末年始は休館。
- 1965年（昭和40年） 開所。
- 2012年（平成24年）4月～平成25年3月 25年以上観察してきたYH周辺に生息するニホンザルやカモシカの生態を朝日小学生新聞に連載[2]。

## 周辺
- むつ市脇野沢野猿公苑
- 陸奥湾
- 鯛島 (青森県)
- 川内川渓谷遊歩道/川内ダム/道の駅かわうち湖
- 人切山
- 尻岩山

## アクセス
- JR東日本大湊線：大湊駅からJRバス東北脇野沢行きで「脇野沢」バス停終点下車後、徒歩10分
- むつ湾フェリー：蟹田（外ヶ浜町）−脇野沢間フェリー、およびシィライン：青森ー脇野沢間定期船有り。